# Nha Trang
Nha Trang este un oraș din Vietnam situat în provincia Khanh Hoa din regiunea Nam Trung Bộ. Are o populație de 392.279 de locuitori (2010).
Aeroportul Internațional Cam Ranh este situat la 30 km sud de orașul Nha Trang, în Cam Ranh.

## Administrație
Nha Trang este subîmpărțit în 27 subdiviziuni, 20 secții urbane (phường) și 7 comune rurale (xã).